# カンタス航空30便機体破損事故
カンタス航空30便機体破損事故とは2008年7月25日に発生した航空事故である。ロンドン・ヒースロー空港から香港を経由してメルボルンへと向かう定期便を運行していたカンタス航空のボーイング747-438（機体番号25067、機体記号VH-OJK）の右翼付け根付近で酸素ボンベの爆発が起こり、機体の胴体部を損傷したためフライトは中断された。飛行機は約10,000フィートの通気可能な高度まで緊急降下し、フィリピン・マニラ首都圏のニノイ・アキノ国際空港に緊急着陸を行った。事故による怪我人はいなかった。 

## 機内事故

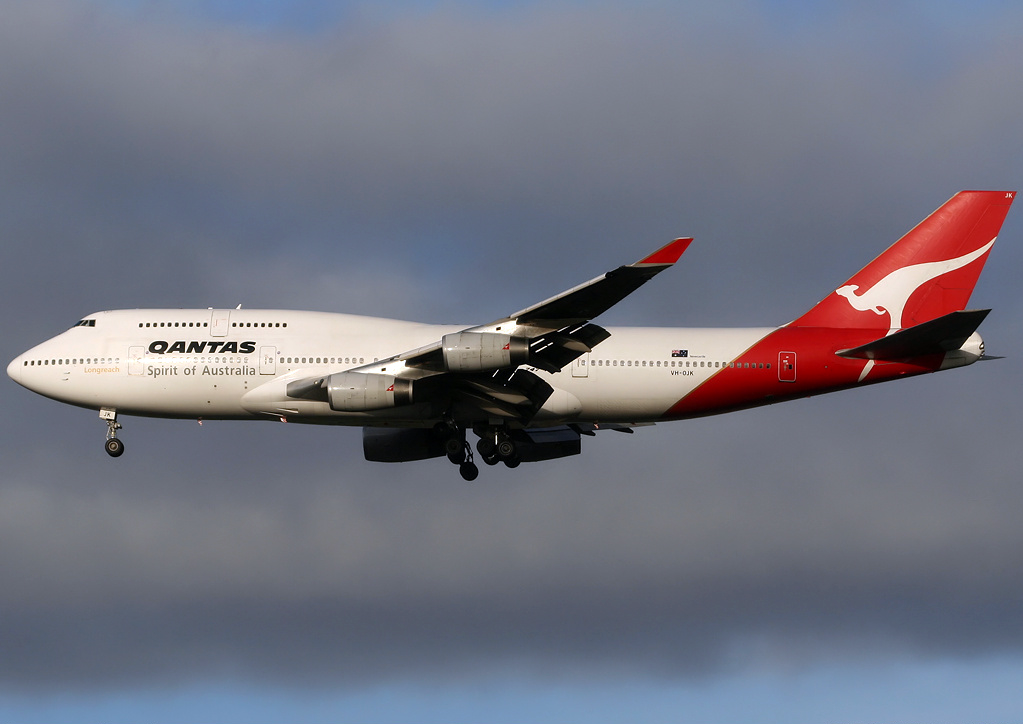
2007年12月に撮影された事故機のVH-OJK

当日は2008年7月25日香港時間9:00（1:00 UTC ）過ぎに香港を離陸した。その後10:17（2:17 UTC ）頃、乗客と乗員にも聞こえるような大きな音がした。機体外壁に穴が空き、キャビンには急減圧が発生した。この緊急事態により、航空機の床と天井の一部を破損した。機内には酸素マスクが降下し騒音が生じたが、乗客が大きなパニックに陥ることはなかった。問題が発生した時点で機体は高度29,000フィート付近を飛行していたが、乗客が酸素マスクなしで十分に呼吸できるよう、パイロットは10:24 HKT（02:24 UTC）までに高度10,000フィートまで降下を行った。 
事故後の調査によると4人の乗客が「緊急用の酸素マスクが展開しなかった」と証言しているほか、一部の乗客が使ったマスクのストラップも弱くなっていた。酸素マスクが使えなかった乗客には飛行機が呼吸可能な高度へ降下するまで、十分な酸素が供給されない状態であった。オーストラリア運輸安全局は調査のため、酸素マスクの不具合を報告した乗客への聞き取り調査を行った。 
胴体の穴はおおよそ逆T字型の形状で、最大幅2.1メートル、高さ約1.52メートル、右翼のすぐ手前で、客室の床下付近に位置していた。翼と胴体のフェアリングが欠落しており、搭載されていた貨物パレットが露出した状態であった。 ただし、フォワーダーが積荷目録と荷物を照合したところ、酸素シリンダー付近の設備以外、貨物や手荷物の損傷はなかった。 
事故による怪我人はいなかったが、数人の乗客が飛行機を降りるときに吐き気を訴えた。 

## 事故調査
オーストラリアの運輸安全局(ATSB)は事故原因を調査するため4人の調査員をマニラに派遣した。調査活動はATSB主導のもと、カンタス航空、連邦航空局(FAA)、ボーイング社 、オーストラリア民間航空安全庁(CASA)、フィリピン民間航空庁(CAAP)の合同で行われた。 
事故の直後、ATSBの航空安全調査官は、カンタス航空30便で起こった爆発の原因について、穴があった場所の近くには酸素シリンダーがあったことは事実だが、断定するのは時期尚早であるという見方を示した。一方でATSBはカンタス航空に対し、ボーイング747の酸素シリンダーとそれを取り付けブラケットを全て検査するように命じた。事故機の圧力安全弁とブラケットは問題がなかったが、13個あるうちの4番目のシリンダーがなくなっていた。 調査官のネヴィル・ブライスは、シリンダーのバルブがキャビンの床で見つかっており、このバルブがキャビンの床を突き破って「直径20センチ以上」の穴を開けていたことを発表した。 
ブライスはフライトレコーダーをキャンベラにあるATSBの研究所で分析すると発表した。ただし、事故機は当日長時間のフライトを行っており、コックピットボイスレコーダーには最初に離陸したときの音声記録が残っていなかった。最初の音声は上書きされ、事故前後の2時間の内容のみ記録されていた。フライトデータレコーダーは24時間のデータを記録するため、事故当日の情報が全て残っていた。 
8月29日にATSBは中間報告を公表した。事故機は高度29,000フィートで減圧が起こり約5分半掛けて高度10,000フィートまで降下したことや、吹き飛んだ酸素ボンベの一部とそのバルブが客室内に到達して右の2番ドアのハンドルを半分回していたことが明らかにされた。ただしATSBによると、ドアシステム自体は設計どおりに機能していたため、この動きによってドアが開かれる危険性はなかったとされた。航空機の計器着陸システムは3基動かなくなり、アンチスキッドブレーキシステムは機能しなかった。このためパイロットは故障した計器類を使用せずに機体を着陸させている。事故の際、476個ある酸素マスクのうち426個は正しく展開され、346人の乗客によって酸素確保のために使用された。 

### 予備調査結果
ATSBが発表した予備調査結果によると、事故の原因は貨物エリアに設置されている、客室に酸素を供給するタンク（酸素シリンダー）が爆発したことによるものと断定された。 
 「事故機の貨物室の中身を取り除いたところ、乗客用酸素シリンダーのひとつ（前方貨物室右側面にある7つのシリンダーのうちの4番ボトル）が突然故障し、中身が排出されたことが判明した。酸素の漏出によって機体の与圧が上昇し、主翼の付け根にある前縁フェアリングの近くが破裂した。シリンダーは内圧によって上に吹き飛び、破片が客室の床を突き破って右側2番ドア付近に飛び込んだ。その後、ドアフレーム、ドアハンドル、天井パネルに衝突した後、客室の床に落下し、床に空いた穴から吸い出された。」 

### その他の安全上の問題
爆発的な減圧が起こった後、自動落下した酸素マスクの一部は適切に機能しなかった。やむを得ず酸素マスクを共有した乗客や、マスクを開けられずにパニックに陥った乗客もいた。FAAは事故機と同型のボーイング747を始めとする、一部のモデルのボーイング機に対し、酸素マスクに関する耐空性改善通報を発行した。 
また、ATSBは2つの安全勧告を発行し、航空酸素ボンベの保守、検査、および取り扱いに関する手順、機器、技術、および個人の資格を確認するよう、担当部門に通知を行った。 

### ATSBによる最終報告書
事件から2年が経過した2010年11月22日、最終報告書が公表された。ATSBの発表内容の要約は次の通り。
 「2008年7月25日、369人の乗客乗員を乗せたボーイング747-438は、貨物室前方にある緊急用酸素ボンベの1つが破裂を起こし、急減圧を引き起こした。事故機は香港からメルボルンへ向かう55分のフライトの途中で、高度29,000フィートを巡航中であった。」 
 「10,000フィートまで緊急降下を行った後、クルーは航空機をフィリピンのマニラにあるニノイアキノ国際空港へと着陸させた。乗客と乗員に負傷者は出なかった。」 
 「オーストラリア輸送安全局（ATSB）主導のもと、米国国家交通安全委員会（NTSB）、米国連邦航空局（FAA）、ボーイング社、フィリピン民間航空局（AAP）のメンバーで構成された自己調査団はマニラにて事故機体の調査を行った。その結果、酸素シリンダー（前方貨物室右側にある4番のタンク）が上向きに破裂して、隣接する胴体部に穴を開けたことが明らかになった。破裂したシリンダーは客室の床に穴をあけ、右側2番ドアのフレームとハンドル、オーバーパネルに衝突した。破損したシリンダーの部品はバルブアセンブリ以外回収されず、残りは減圧が起こったときに機外へ吸い出されたと推定される。」 
 「ATSBはシリンダーに関する精密調査を実施した。考えられるすべての故障のシナリオのレビューや、同じロットで製造された一般的なシリンダーの技術評価などを行った。シリンダーが故障して破裂したことは明白であり、加圧されていた内容物が解放されると、シリンダーは垂直かつ上向きに飛び出した。シリンダーに欠陥があったか、故障の原因となる損傷が生じていた可能性があると推定されたが、それを裏付ける証拠は見つからなかった。また、同じ生産ロットで作られたシリンダー、或いは一般的なタイプのシリンダーが、機器の寿命よりも早く故障を起こす要因も見つからなかった。」 

## 修理
事故機はマニラでボーイング社による修理が行われた。その後2008年11月10日、カーペットとシートカバー交換作業を残すのみという状態でアバロン空港に回送された。事故発生時にフライトを担当した機長と副操縦士が回送を担当した。しかし修理完了後の2008年11月18日、カンタス航空が保有する別のボーイング747がアバロンで衝突したため、航空機は再び損傷を受けた。 
事故機は最終的に2009年1月15日に運航復帰したが、2009年末を最後に運航を終えた。その後は2011年にナイジェリアのマックス・エアに売却され、5N-HMBとして再登録された。機体はマックス・エアに売却されてからは6年間運用され、その後ヴィクタービル空港に保管されている。

## IFALPAによる表彰
2010年初めに、国際定期航空操縦士協会連合会(IFLPA)は、この事故に対応した3人のパイロットにポラリス賞を授与した。 